# Alchemilla bucovinensis
Alchemilla bucovinensis é uma espécie de rosácea do gênero Alchemilla, pertencente à família Rosaceae.